# Tunng
I Tunng sono un gruppo musicale folk del Regno Unito. Essi sono spesso associati con il genere della folktronica a causa delle influenze elettroniche evidenti in alcuni dei loro lavori.

## Storia del gruppo
Il gruppo si è formato nel 2003 dall'iniziativa di Sam Genders e Mike Lindsay.
I Tunng sono spesso noti per il loro uso di strani strumenti, comprese le conchiglie di mare. Becky Jacobs dei Tunng è la sorella minore del musicista elettronico Max Tundra. Oltre a cinque album e numerosi singoli, i Tunng hanno fatto alcune cover tra cui "The Pioneers", dei Bloc Party, che compare insieme all'originale nella colonna sonora del telefilm "The O.C.", in una puntata al termine della terza stagione. Un'altra cover nota della band è quella della canzone "No Man Can Find The War" di Tim Buckley per l'album tributo del 2005 Dream Brother: The Songs of Tim and Jeff Buckley.
La loro canzone "Bullets" è stata usata per i titoli di coda della 4ª stagione di Weeds, per l'episodio "Till We Meet Again" nel settembre del 2008.  "Jenny Again", una traccia da Comments of the Inner Chorus, è stata invece utilizzata come colonna sonora per lo spot che la NSPCC ha realizzato per lanciare il "NSPCC Child's Voice Appeal".
Nel 2010 è stato pubblicato ...And Then We Saw Land, primo album dei Tunng senza la partecipazione di Sam Genders, che aveva lasciato il gruppo per seguire un progetto personale, Diagrams, che lo ha portato alla pubblicazione di due album, Black Light (2012) e Chromatics (2015). Il 18 giugno 2013 i Tunng hanno pubblicato un nuovo album, intitolato Turbines.
Sam Genders ritorna con Mike Lindsay e il resto della line-up originale dei Tunng per pubblicare Songs You Make At Night e in seguito DEAD CLUB.

## Formazione

### Formazione attuale
- Mike Lindsay
- Ashley Bates
- Phil Winter
- Becky Jacobs
- Martin Smith
- Sam Genders

### Ex componenti
- Simon Glenister

## Discografia

### Album
- 2005 - Mother's Daughter and Other Songs
- 2006 - Comments of the Inner Chorus
- 2007 - Good Arrows
- 2010 - ...And Then We Saw Land
- 2013 - Turbines
- 2018 - Songs You Make At Night
- 2020 - Tunng Presents...Dead Club
- 2025 - Love You All Over Again

### Live
- 2011 - This Is Tunng...Live From The BBC

### Singoli
- 2004 - "Tale from Black"
- 2004 - "The Maypole Song"
- 2005 - "People Folk" (Remix di Dollboy)
- 2005 - "Magpie Bites"
- 2006 - "The Pioneers" (cover dei Bloc Party)
- 2006 - "Woodcat"
- 2006 - "Jenny Again"
- 2006 - "It's Because...We've Got Hair"
- 2007 - "Bricks"
- 2007 - "Bullets"
- 2010 - "Hustle"
- 2010 - "Sashimi"
- 2010 - "Don't Look Down Or Back"